# Saturnina Rodríguez de Zavalía
Saturnina Rodríguez de Zavalía, E.C.J., řeholním jménem Catalina od Marie (27. listopadu 1823, Córdoba – 5. dubna 1896, tamtéž) byla argentinská římskokatolická řeholnice, zakladatelka a členka kongregace Služebnic Srdce Ježíšova. Katolická církev ji uctívá jako blahoslavenou.

## Život
Narodila se dne 27. listopadu 1823 v argentinském městě Córdoba rodičům Hilariu Rodríguezi Orduñovi a Catalině Montenegro. Pokřtěna byla ještě téhož dne v córdobské katedrále. Měla tři sourozence. Roku 1826 jí zemřela matka, otec pak zemřel roku 1832. Po smrti otce byla se svými sourozenci v péči u své tety z otcovy strany Doñy Teresy.
Dne 13. srpna 1852 se provdala za Manuela Antonia de Zavalího, vdovce se dvěma dětmi. Měla s ním jednu dceru, která však zemřela nedlouho po svém narození. Roku 1860 se s manželem a jeho dětmi z předchozího manželství přestěhovala do města Paraná, ale o rok později se přestěhovali spět do Córdoby. Dne 30. března 1865 její manžel zemřel.
Po smrti manžela se po rozjímání před Nejsvětější svátostí rozhodla založit novou ženskou řeholní kongregaci. Tu založila dne 29. září 1872 a nazvala ji Služebnice Srdce Ježíšova. Spolu se svými společnicemi do ní následně sama vstoupila a dne 8. prosince 1875 složila své řeholní sliby. Zvolila si řeholní jméno Catalina de María. Nějaký čas také spolupracovala s knězem sv. Josém Gabrielem del Rosariem Brocherem. Jí založená kongregace se poté rozrůstala o nové členky i řeholní domy v různých městech.
Zemřela dne 5. dubna 1896 v Córdobě.

## Úcta
Její beatifikační proces započal dne 1. září 1941, čímž obdržela titul služebnice Boží. Dne 18. prosince 1997 ji papež sv. Jan Pavel II. podepsáním dekretu o jejích hrdinských ctnostech prohlásil za ctihodnou. Dne 4. května 2017 byl uznán zázrak na její přímluvu, potřebný pro její blahořečení.
Blahořečena pak byla dne 25. listopadu 2017 v Córdobě. Obřadu předsedal jménem papeže Františka kardinál Angelo Amato.
Její památka je připomínána 27. listopadu. Bývá zobrazována v řeholním oděvu. Je patronkou jí založené kongregace.